# TV Limburg (België)
TV Limburg (TVL) is een regionale televisiezender in de Belgische provincie Limburg. De zender werd opgericht in 1994 door de mediagroep Concentra die onder andere Het Belang van Limburg uitgeeft. Dit bedrijf zou later Mediahuis worden. Naast TVL had Mediahuis ook nog andere regionale zenders in handen: ATV, ROB tv & TV OOST die zijn ondergebracht onder 'De Buren NV'. In 2023 werd bekend dat TVL uit 'De Buren NV' zou stappen. In 2024 werd bekend dat de zender vanaf 2025 in handen komt van Cegeka (46%), Luc Jeurissen (Trixxo) (33%) en Philippe Bodson (20%) (ASL). De andere zenders van 'De Buren NV' werden overgedragen naar 'Via Plaza'.
TVL zendt in de gehele provincie uit. Het regionale nieuws is, net zoals bij de andere regionale televisiezenders, het belangrijkste element in de zenderprogrammatie.
Ernest Bujok is de beheerder en gedelegeerd bestuurder van deze zender.
Doorheen de jaren heeft TVL vanaf verschillende locaties uitgezonden. Zo werd er de eerste jaren vanaf Houthalen op Centrum-Zuid uitgezonden. Daarna werd er uitgezonden vanaf de 'Via Media' in Hasselt. In 2019 werd er verhuist naar de Herkenrodesingel in Hasselt waar TVL vanaf hetzelfde gebouw werkt als Het Belang Van Limburg, Mediahuis. Nadat TVL een nieuwe eigenaar kreeg werden de studio's verhuist naar de Corda Studio's (Corda 8) op de Corda Campus in Hasselt.

## Hoofdredacteuren
- Johan Op de Beeck (1994-1996)
- Philip Hilven (1996-2008)
- Miranda Gijsen (2008-2013)
- Luc Moons - ad-interim (nov. 2013-april 2014)
- Anja Buytaert (2014-2015)
- Eddy Eerdekens (2015-heden)

## Huidige programma's
- Relax
- Zomergrillen/Wintergrillen
- Hallo Limburg
- Koken
- Met Stijl
- Buitengewoon Limburg
- Sinterklaas Live
- Sintpaleis Journaal
- Wonen
- TVL Sportcafé
- TVL Nieuws
- TVL Sport